# Tony Joe White
Tony Joe White (Oak Grove, 23 luglio 1943 – Nashville, 24 ottobre 2018) è stato un cantautore e chitarrista statunitense swamp rock dalla caratteristica voce baritonale. Ricordava nel tocco altri chitarristi come Mark Knopfler e J.J. Cale. I suoi dischi non hanno mai avuto un grande riscontro commerciale.
Rimane un autore di nicchia, perennemente in bilico tra blues e country-folk.

## Biografia
Nato in una famiglia, in parte Cherokee, iniziò la sua carriera musicale alla metà degli anni sessanta suonando in piccoli club della Louisiana e del Texas.
Nel 1968 si trasferì a Nashville iniziando a lavorare per il suo album d'esordio, che conteneva uno dei suoi brani più famosi, Polk Salad Annie, che raggiunse l'ottava posizione nella classifica Billboard, e fu registrata anche da Elvis Presley e Tom Jones. 
Un altro successo, più modesto del primo, il singolo Roosevelt and Ira Lee (Night of the Mossacin), si piazzò al 49 posto, si trova nel suo secondo album, ...Continued, ach'esso pubblicato nel 1969, nello stesso disco si può ascoltare un'altra sua composizione: Rainy Night in Georgia, che però ottenne un clamoroso successo nella versione cantata da Brook Benton l'anno successivo (#4 in classifica).
Nel 1989 l'artista uscì dal relativo oblio, grazie ad alcuni brani da lui composti e interpretati dalla cantante Tina Turner nel suo album Foreign Affair, le canzoni sono: Steamy Windows, Undercover Agent for the Blues (entrambi divenuti successi per la Turner) e Foreign Affair, a conferma delle sue notevoli doti di compositore.
Altri big della musica che interpretarono suoi brani, da citare, tra gli altri: Ray Charles, Etta James, Roy Orbison, Isaac Hayes, Charlie Rich, Joe Cocker e Hank Williams Jr..
È morto improvvisamente il 24 ottobre 2018 a 75 anni, a causa di un infarto.

## Discografia

### Album in studio

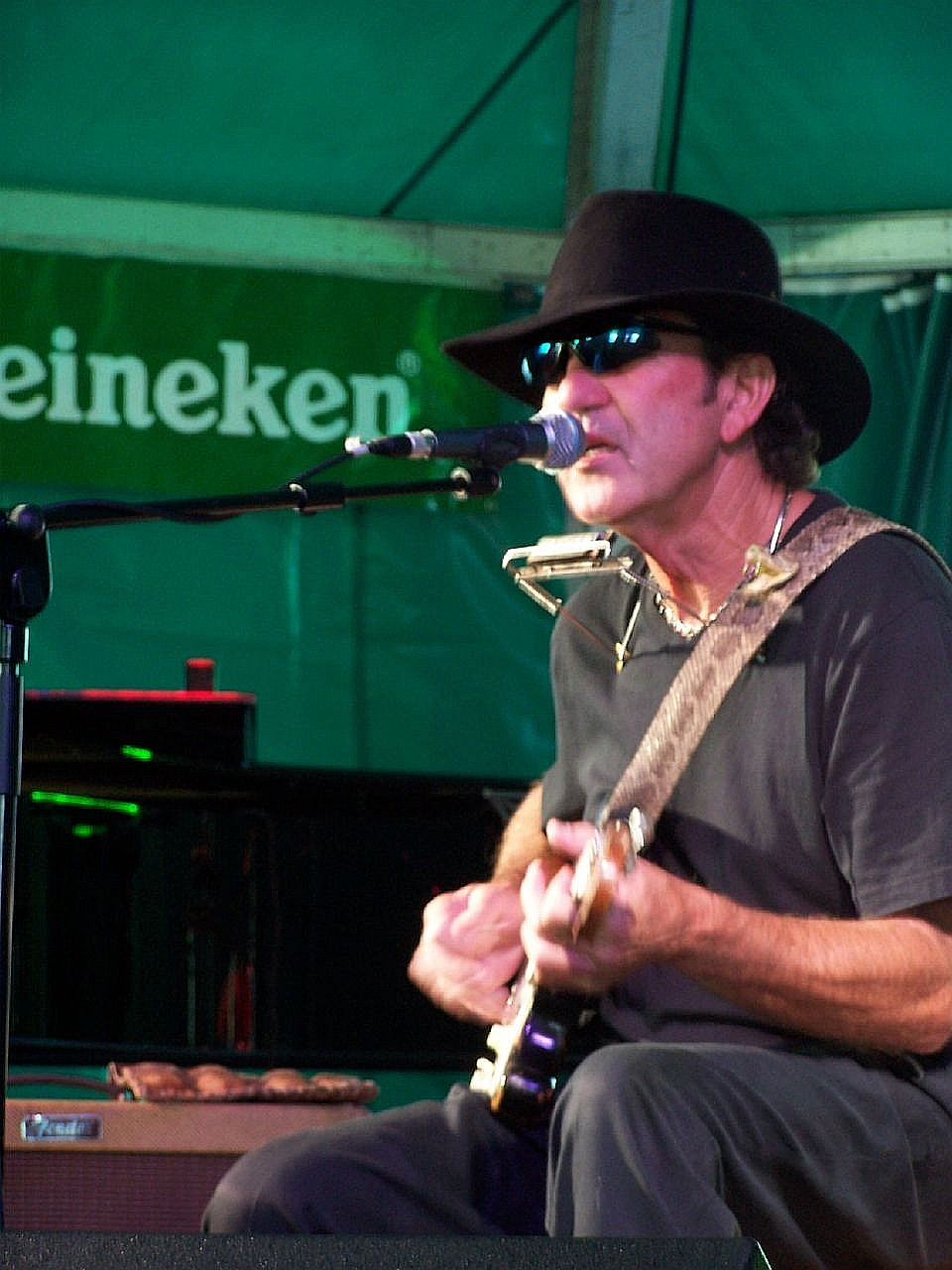
Tony Joe White in concerto

- 1969 - Black and White (Monument Records)
- 1969 - ...Continued (Monument Records)
- 1970 - Tony Joe (Monument Records)
- 1971 - Tony Joe White (Warner Bros. Records)
- 1972 - The Train I'm On (Warner Bros. Records)
- 1973 - Homemade Ice Cream (Warner Bros. Records)
- 1977 - Eyes (20th Century Records)
- 1978 - Tony Joe White (20th Century Records)
- 1980 - The Real Thing (Casablanca Records)
- 1983 - Dangerous (Columbia Records)
- 1991 - Closer to the Truth (Remark Records)
- 1993 - The Path of a Decent Groove (Remark Records)
- 1995 - Lake Placid Blues (Remark Records)
- 1998 - One Hot July (Remark Records)
- 2001 - The Beginning (Audium Records)
- 2002 - Snakey (Munich Records)
- 2004 - The Heroines (Sanctuary Records)
- 2006 - Uncovered (Swamp Records)
- 2008 - Deep Cuts (Munich Records)
- 2010 - The Shine (Munich Records)
- 2013 - Hoodoo (Yep Roc Records)
- 2016 - Rain Crow (Yep Roc Records)
- 2018 - Bad Mouthin
- 2021 - Smoke from the Chimney (Easy Eye Sound)

### Album dal vivo
- 1986 - Live! (DixieFrog Records)
- 1998 - Polk Salad Annie: Live in Europe 1971 (Wise Buy Records)
- 2000 - In Concert (Brilliant Records)
- 2010 - Live in Amsterdam (Munich Records) CD + DVD
- 2010 - That on the Road Look ''Live'' (Rhino Handmade Records)

### Raccolte
- 1970 - The Best of Tony Joe White (Monument Records, SPL-934189) Raccolta pubblicata in Australia e Nuova Zelanda
- 1970 - The Tony Joe White Story (Monument Records, 5C 052-93035) Raccolta pubblicata nei Paesi Bassi
- 1971 - The Best of Tony Joe White (Monument Records, 5C 054-92274) Raccolta pubblicata nei Paesi Bassi e Italia
- 1972 - The Best of Tony Joe White (Monument Records, SLP 10 000) Raccolta pubblicata in Germania
- 1975 - Best of Tony Joe White (Warner Bros. Records, WB 56149) Raccolta pubblicata in Europa
- 1993 - The Best of Tony Joe White Featuring Polk Salad Annie (Warner Bros. Records)
- 1997 - Collection (RDM Festival Records)
- 2000 - Greatest Hits and More (Polydor Records)
- 2003 - Tony Joe White Collection (Golden Stars Records) 3 CD
- 2012 - Collected (Universal Music Records) 3 CD
- 2015 - Swamp Fox: The Definitive Collection 1968-1973 (Salvo Records) 2 CD